# Сарыолен (Курчумский район)
Сарыолен (каз. Сарыөлең, до 199? г. — Раздольное) — аул в Куршимском районе Восточно-Казахстанской области Казахстана. Административный центр Сарыоленского сельского округа. Находится примерно в 14 км к востоку от районного центра, села Куршим. Код КАТО — 635259100.

## Население
В 1999 году население аула составляло 1101 человек (563 мужчины и 538 женщин). По данным переписи 2009 года, в ауле проживало 985 человек (497 мужчин и 488 женщин).